# Diócesis de Morombe
La diócesis de Morombe (en latín: Dioecesis Moromben(sis) y en francés: Diocèse de Morombe) es una circunscripción eclesiástica latina de la Iglesia católica en Madagascar, sufragánea de la arquidiócesis de Toliara. La diócesis tiene al obispo Zygmunt Robaszkiewicz, M.S.F. como su ordinario desde el 24 de abril de 2001.

## Territorio y organización
La diócesis tiene 31 917 km² y extiende su jurisdicción sobre los fieles católicos de rito latino residentes en los distritos de Manja, Ankazoabo, Beroroha y Morombe de la región de Atsimo-Andrefana.
La sede de la diócesis se encuentra en la ciudad de Morombe, en donde se halla la Catedral del Sagrado Corazón de Jesús.
En 2019 en la diócesis existían 16 parroquias.

## Historia
La diócesis fue erigida el 25 de abril de 1960 con la bula Africae gentes del papa Juan XXIII, obteniendo el territorio de la diócesis de Morondava.
El 3 de diciembre de 2003 cambió de metrópolis, pasando de la provincia eclesiástica de la arquidiócesis de Fianarantsoa a la de la arquidiócesis de Toliara.

## Estadísticas
De acuerdo al Anuario Pontificio 2020 la diócesis tenía a fines de 2019 un total de 51 846 fieles bautizados.
| Año                                                                             | Población            | Población | Población      | Sacerdotes | Sacerdotes    | Sacerdotes    | Bautizados por sacerdote | Diáconos permanentes | Religiosos | Religiosos | Parroquias |
| Año                                                                             | Bautizados católicos | Total     | % de católicos | Total      | Clero secular | Clero regular | Bautizados por sacerdote | Diáconos permanentes | Varones    | Mujeres    | Parroquias |
| ------------------------------------------------------------------------------- | -------------------- | --------- | -------------- | ---------- | ------------- | ------------- | ------------------------ | -------------------- | ---------- | ---------- | ---------- |
| 1970                                                                            | 11 924               | 145 006   | 8.2            | 18         |               | 18            | 662                      |                      | 21         | 19         |            |
| 1980                                                                            | 14 889               | 145 000   | 10.3           | 19         |               | 19            | 783                      |                      | 22         | 18         |            |
| 1990                                                                            | 20 682               | 189 387   | 10.9           | 12         |               | 12            | 1723                     |                      | 14         | 21         |            |
| 1996                                                                            | 27 900               | 280 400   | 10.0           | 12         |               | 12            | 2325                     |                      | 13         | 32         |            |
| 2000                                                                            | 27 410               | 276 022   | 9.9            | 14         | 1             | 13            | 1957                     |                      | 14         | 43         |            |
| 2001                                                                            | 30 237               | 375 015   | 8.1            | 16         | 1             | 15            | 1889                     |                      | 16         | 44         |            |
| 2002                                                                            | 31 206               | 387 263   | 8.1            | 15         | 1             | 14            | 2080                     |                      | 15         | 43         |            |
| 2013                                                                            | 39 507               | 554 000   | 7.1            | 28         | 15            | 13            | 1410                     |                      | 15         | 38         | 12         |
| 2016                                                                            | 42 922               | 660 509   | 6.5            | 32         | 20            | 12            | 1341                     |                      | 15         | 36         | 13         |
| 2019                                                                            | 51 846               | 686 843   | 7.5            | 39         | 27            | 12            | 1329                     |                      | 22         | 37         | 16         |
| Fuente: Catholic-Hierarchy, que a su vez toma los datos del Anuario Pontificio. |                      |           |                |            |               |               |                          |                      |            |            |            |

## Episcopologio
- Joseph Zimmermann, M.S.F. † (28 de mayo de 1960-4 de diciembre de 1988 falleció)
- Alwin Albert Hafner, M.S.F. † (15 de mayo de 1989-15 de julio de 2000 renunció)
- Zygmunt Robaszkiewicz, M.S.F., desde el 24 de abril de 2001